# Les cent livres du siècle

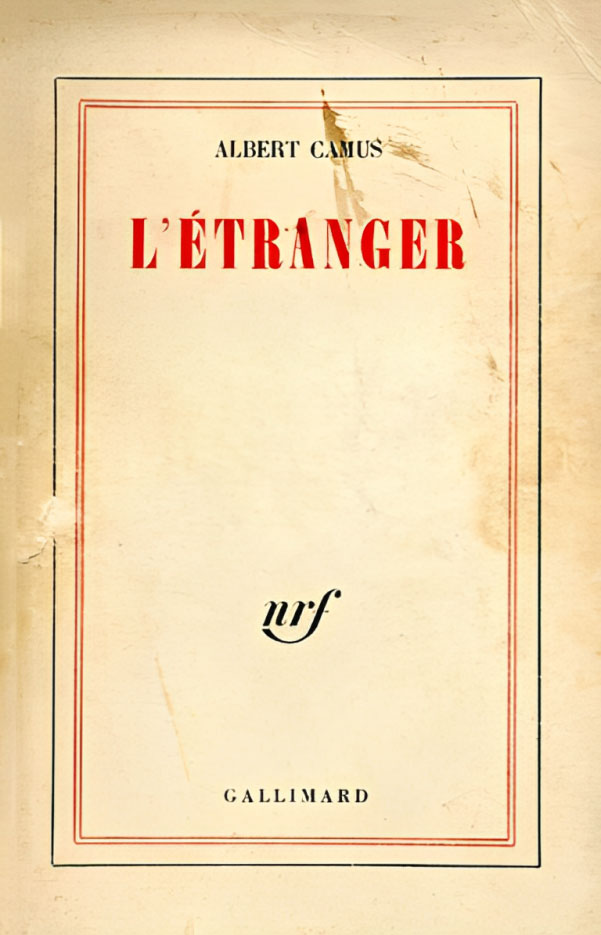
L'Étranger d'Albert Camus est classé premier parmi les « cent livres du siècle ».

Les cent livres du siècle est un classement français de livres considérés comme les cent meilleurs du XXe siècle. Il a été établi en 1999 par une consultation populaire, à partir d'une liste proposée par des journalistes du Monde et des libraires de la Fnac.

## Établissement
À partir d'une liste préalable de deux cents titres établie par des libraires de la Fnac et des journalistes du Monde, 17 000 Français ont voté pour répondre à la question « Quels livres sont restés dans votre mémoire ? ». Les ouvrages proposés relevaient de tous les champs de l'imaginaire et du savoir.
Le palmarès a été publié le 15 octobre 1999. Il mêle des romans avec de la poésie et du théâtre, en passant par de la bande dessinée.

## Critique
Les cinquante premiers ouvrages de la liste ont fait l'objet d'une série d'émissions quotidiennes de quelques minutes sur Paris Première, présentées par Frédéric Beigbeder, qui les a ensuite reprises dans son essai Dernier inventaire avant liquidation. Il y relève notamment le caractère franco-centré du classement : en effet, 50 % de ces cinquante premiers ouvrages sont d'origine française ou franco-étrangère (44 % pour la liste entière). D'autre part, les littératures d'Asie et d'Afrique ne sont pas représentées dans ce classement.
Luc Pinhas remarque que la francophonie y est réduite « à la portion congrue » et aurait souhaité y trouver au moins Nedjma de Kateb Yacine (Algérie), La Grande Peur dans la montagne de Ramuz (Suisse), Chroniques du Plateau Mont-Royal de Michel Tremblay (Canada),  L'Aventure ambiguë de Cheikh Hamidou Kane (Sénégal), ou Bonheur d'occasion de Gabrielle Roy (Canada).

## Liste
| No  | Titre                                                       | Auteur(s)                      | Année                | Pays (tels qu'indiqués par Le Monde) |
| --- | ----------------------------------------------------------- | ------------------------------ | -------------------- | ------------------------------------ |
| 1   | L'Étranger                                                  | Albert Camus                   | 1942                 | France                               |
| 2   | À la recherche du temps perdu                               | Marcel Proust                  | 1913-1927            | France                               |
| 3   | Le Procès                                                   | Franz Kafka                    | 1925 (posthume)      | Tchécoslovaquie                      |
| 4   | Le Petit Prince                                             | Antoine de Saint-Exupéry       | 1943                 | France                               |
| 5   | La Condition humaine                                        | André Malraux                  | 1933                 | France                               |
| 6   | Voyage au bout de la nuit                                   | Louis-Ferdinand Céline         | 1932                 | France                               |
| 7   | Les Raisins de la colère                                    | John Steinbeck                 | 1939                 | États-Unis                           |
| 8   | Pour qui sonne le glas                                      | Ernest Hemingway               | 1940                 | États-Unis                           |
| 9   | Le Grand Meaulnes                                           | Alain-Fournier                 | 1913                 | France                               |
| 10  | L'Écume des jours                                           | Boris Vian                     | 1947                 | France                               |
| 11  | Le Deuxième Sexe                                            | Simone de Beauvoir             | 1949                 | France                               |
| 12  | En attendant Godot                                          | Samuel Beckett                 | 1952                 | Irlande                              |
| 13  | L'Être et le Néant                                          | Jean-Paul Sartre               | 1943                 | France                               |
| 14  | Le Nom de la rose                                           | Umberto Eco                    | 1980                 | Italie                               |
| 15  | L'Archipel du Goulag                                        | Alexandre Soljenitsyne         | 1973                 | URSS                                 |
| 16  | Paroles                                                     | Jacques Prévert                | 1946                 | France                               |
| 17  | Alcools                                                     | Guillaume Apollinaire          | 1913                 | France                               |
| 18  | Le Lotus bleu                                               | Hergé                          | 1936                 | Belgique                             |
| 19  | Le Journal d'Anne Frank                                     | Anne Frank                     | 1947 (posthume)      | Allemagne                            |
| 20  | Tristes Tropiques                                           | Claude Lévi-Strauss            | 1955                 | France                               |
| 21  | Le Meilleur des mondes                                      | Aldous Huxley                  | 1932                 | Royaume-Uni                          |
| 22  | 1984                                                        | George Orwell                  | 1949                 | Royaume-Uni                          |
| 23  | Astérix le Gaulois                                          | René Goscinny et Albert Uderzo | 1959                 | France                               |
| 24  | La Cantatrice chauve                                        | Eugène Ionesco                 | 1952                 | France                               |
| 25  | Trois essais sur la théorie sexuelle                        | Sigmund Freud                  | 1905                 | Autriche                             |
| 26  | L'Œuvre au noir                                             | Marguerite Yourcenar           | 1968                 | France                               |
| 27  | Lolita                                                      | Vladimir Nabokov               | 1955                 | États-Unis                           |
| 28  | Ulysse                                                      | James Joyce                    | 1922                 | Irlande                              |
| 29  | Le Désert des Tartares                                      | Dino Buzzati                   | 1940                 | Italie                               |
| 30  | Les Faux-monnayeurs                                         | André Gide                     | 1925                 | France                               |
| 31  | Le Hussard sur le toit                                      | Jean Giono                     | 1951                 | France                               |
| 32  | Belle du Seigneur                                           | Albert Cohen                   | 1968                 | Suisse                               |
| 33  | Cent ans de solitude                                        | Gabriel García Márquez         | 1967                 | Colombie                             |
| 34  | Le Bruit et la Fureur                                       | William Faulkner               | 1929                 | États-Unis                           |
| 35  | Thérèse Desqueyroux                                         | François Mauriac               | 1927                 | France                               |
| 36  | Zazie dans le métro                                         | Raymond Queneau                | 1959                 | France                               |
| 37  | La Confusion des sentiments                                 | Stefan Zweig                   | 1927                 | Autriche                             |
| 38  | Autant en emporte le vent                                   | Margaret Mitchell              | 1936                 | États-Unis                           |
| 39  | L'Amant de lady Chatterley                                  | D. H. Lawrence                 | 1928                 | Royaume-Uni                          |
| 40  | La Montagne magique                                         | Thomas Mann                    | 1924                 | Allemagne                            |
| 41  | Bonjour tristesse                                           | Françoise Sagan                | 1954                 | France                               |
| 42  | Le Silence de la mer                                        | Vercors                        | 1942                 | France                               |
| 43  | La Vie mode d'emploi                                        | Georges Perec                  | 1978                 | France                               |
| 44  | Le Chien des Baskerville                                    | Arthur Conan Doyle             | 1901-1902            | Royaume-Uni                          |
| 45  | Sous le soleil de Satan                                     | Georges Bernanos               | 1926                 | France                               |
| 46  | Gatsby le Magnifique                                        | Francis Scott Fitzgerald       | 1925                 | États-Unis                           |
| 47  | La Plaisanterie                                             | Milan Kundera                  | 1967                 | France et Tchécoslovaquie            |
| 48  | Le Mépris                                                   | Alberto Moravia                | 1954                 | Italie                               |
| 49  | Le Meurtre de Roger Ackroyd                                 | Agatha Christie                | 1926                 | Royaume-Uni                          |
| 50  | Nadja                                                       | André Breton                   | 1928                 | France                               |
| 51  | Aurélien                                                    | Louis Aragon                   | 1944                 | France                               |
| 52  | Le Soulier de satin                                         | Paul Claudel                   | 1929                 | France                               |
| 53  | Six Personnages en quête d'auteur                           | Luigi Pirandello               | 1921                 | Italie                               |
| 54  | La Résistible Ascension d'Arturo Ui                         | Bertolt Brecht                 | 1959                 | Allemagne                            |
| 55  | Vendredi ou les Limbes du Pacifique                         | Michel Tournier                | 1967                 | France                               |
| 56  | La Guerre des mondes                                        | H. G. Wells                    | 1898                 | Royaume-Uni                          |
| 57  | Si c'est un homme                                           | Primo Levi                     | 1947                 | Italie                               |
| 58  | Le Seigneur des anneaux                                     | J. R. R. Tolkien               | 1954-1955            | Royaume-Uni et Afrique du Sud        |
| 59  | Les Vrilles de la vigne                                     | Colette                        | 1908                 | France                               |
| 60  | Capitale de la douleur                                      | Paul Éluard                    | 1926                 | France                               |
| 61  | Martin Eden                                                 | Jack London                    | 1909                 | États-Unis                           |
| 62  | La Ballade de la mer salée                                  | Hugo Pratt                     | 1967                 | Italie                               |
| 63  | Le Degré zéro de l'écriture                                 | Roland Barthes                 | 1953                 | France                               |
| 64  | L'Honneur perdu de Katharina Blum                           | Heinrich Böll                  | 1974                 | Allemagne                            |
| 65  | Le Rivage des Syrtes                                        | Julien Gracq                   | 1951                 | France                               |
| 66  | Les Mots et les Choses                                      | Michel Foucault                | 1966                 | France                               |
| 67  | Sur la route                                                | Jack Kerouac                   | 1957                 | États-Unis                           |
| 68  | Le Merveilleux Voyage de Nils Holgersson à travers la Suède | Selma Lagerlöf                 | 1906-1907            | Suède                                |
| 69  | Une chambre à soi                                           | Virginia Woolf                 | 1929                 | Royaume-Uni                          |
| 70  | Chroniques martiennes                                       | Ray Bradbury                   | 1950                 | États-Unis                           |
| 71  | Le Ravissement de Lol V. Stein                              | Marguerite Duras               | 1964                 | France                               |
| 72  | Le Procès-verbal                                            | J. M. G. Le Clézio             | 1963                 | France                               |
| 73  | Tropismes                                                   | Nathalie Sarraute              | 1939                 | France                               |
| 74  | Journal                                                     | Jules Renard                   | 1925 (posthume)      | France                               |
| 75  | Lord Jim                                                    | Joseph Conrad                  | 1900                 | Royaume-Uni et Pologne               |
| 76  | Écrits                                                      | Jacques Lacan                  | 1966                 | France                               |
| 77  | Le Théâtre et son double                                    | Antonin Artaud                 | 1938                 | France                               |
| 78  | Manhattan Transfer                                          | John Dos Passos                | 1925                 | États-Unis                           |
| 79  | Fictions                                                    | Jorge Luis Borges              | 1944                 | Argentine                            |
| 80  | Moravagine                                                  | Blaise Cendrars                | 1926                 | France                               |
| 81  | Le Général de l'armée morte                                 | Ismail Kadaré                  | 1963                 | Albanie                              |
| 82  | Le Choix de Sophie                                          | William Styron                 | 1979                 | États-Unis                           |
| 83  | Romancero gitano                                            | Federico García Lorca          | 1928                 | Espagne                              |
| 84  | Pietr-le-Letton                                             | Georges Simenon                | 1931                 | Belgique                             |
| 85  | Notre-Dame des Fleurs                                       | Jean Genet                     | 1944                 | France                               |
| 86  | L'Homme sans qualités                                       | Robert Musil                   | 1930-1932            | Autriche                             |
| 87  | Fureur et Mystère                                           | René Char                      | 1948                 | France                               |
| 88  | L'Attrape-cœurs                                             | J. D. Salinger                 | 1951                 | États-Unis                           |
| 89  | Pas d'orchidées pour miss Blandish                          | James Hadley Chase             | 1939                 | Royaume-Uni                          |
| 90  | Blake et Mortimer                                           | Edgar P. Jacobs                | 1950                 | Belgique                             |
| 91  | Les Cahiers de Malte Laurids Brigge                         | Rainer Maria Rilke             | 1910                 | Autriche                             |
| 92  | La Modification                                             | Michel Butor                   | 1957                 | France                               |
| 93  | Les Origines du totalitarisme                               | Hannah Arendt                  | 1951                 | Allemagne                            |
| 94  | Le Maître et Marguerite                                     | Mikhaïl Boulgakov              | 1967-1973 (posthume) | URSS                                 |
| 95  | La Crucifixion en rose                                      | Henry Miller                   | 1949-1960            | États-Unis                           |
| 96  | Le Grand Sommeil                                            | Raymond Chandler               | 1939                 | États-Unis                           |
| 97  | Amers                                                       | Saint-John Perse               | 1957                 | France                               |
| 98  | Gaston Lagaffe                                              | André Franquin                 | 1957                 | Belgique                             |
| 99  | Au-dessous du volcan                                        | Malcolm Lowry                  | 1947                 | Royaume-Uni                          |
| 100 | Les Enfants de minuit                                       | Salman Rushdie                 | 1981                 | Royaume-Uni et Inde                  |